# You Betta
"You Betta" é uma canção do cantor e drag queen brasileiro Grag Queen, gravada para seu primeiro álbum de estúdio. A canção foi lançada para download digital e streaming através da SB Music, como terceiro single do álbum em 13 de maio de 2022.

## Lançamento e promoção
A divulgação do single começou com publicações de Grag nas redes sociais anunciando que participaria do RuPaul's DragCon 2022, um dos maiores eventos globais da arte, que anualmente celebra artistas do universo drag e a cultura queer. Desta vez, o evento foi realizado em Los Angeles, Estados Unidos. Aproveitando sua visibilidade mundial depois de vencer a primeira temporada do reality show Queen of the Universe, Grag anunciou que lançaria seu single “You Betta” no RuPaul's DragCon. A canção conta com Leland, Cole MGN e Jesse Saint John como produtores, conhecidos por assinarem músicas de grandes nomes como Britney Spears, Camila Cabello, Bebe Rexha, David Guetta, Snoop Dogg, entre outros. "You Betta" foi lançada para download digital e streaming como o terceiro single do álbum em 13 de maio de 2022.

## Videoclipe
Dirigido por Vitin Allencar, o videoclipe possui uma estética gótica pop, com cenas alternando entre tons quentes e frios. Grag também aparece com diferentes figurinos, sendo todos na cor preta, e entrega bastante dança. Este videoclipe foi marcado por ser o primeiro single em inglês que Grag lançou. O videoclipe teve sua estreia no mesmo dia do lançamento da canção das plataformas digitais.

## Faixas e formatos
| Download digital / streaming |             |         |  |
| N.º                          | Título      | Duração |  |
| 1.                           | "You Betta" | 2:46    |  |

## Histórico de lançamento
| Região | Data               | Formato(s)                 | Gravadora(s) | Ref.  |
| ------ | ------------------ | -------------------------- | ------------ | ----- |
| Várias | 13 de maio de 2022 | Download digital streaming | SB Music     | [ 4 ] |